# United Trinity

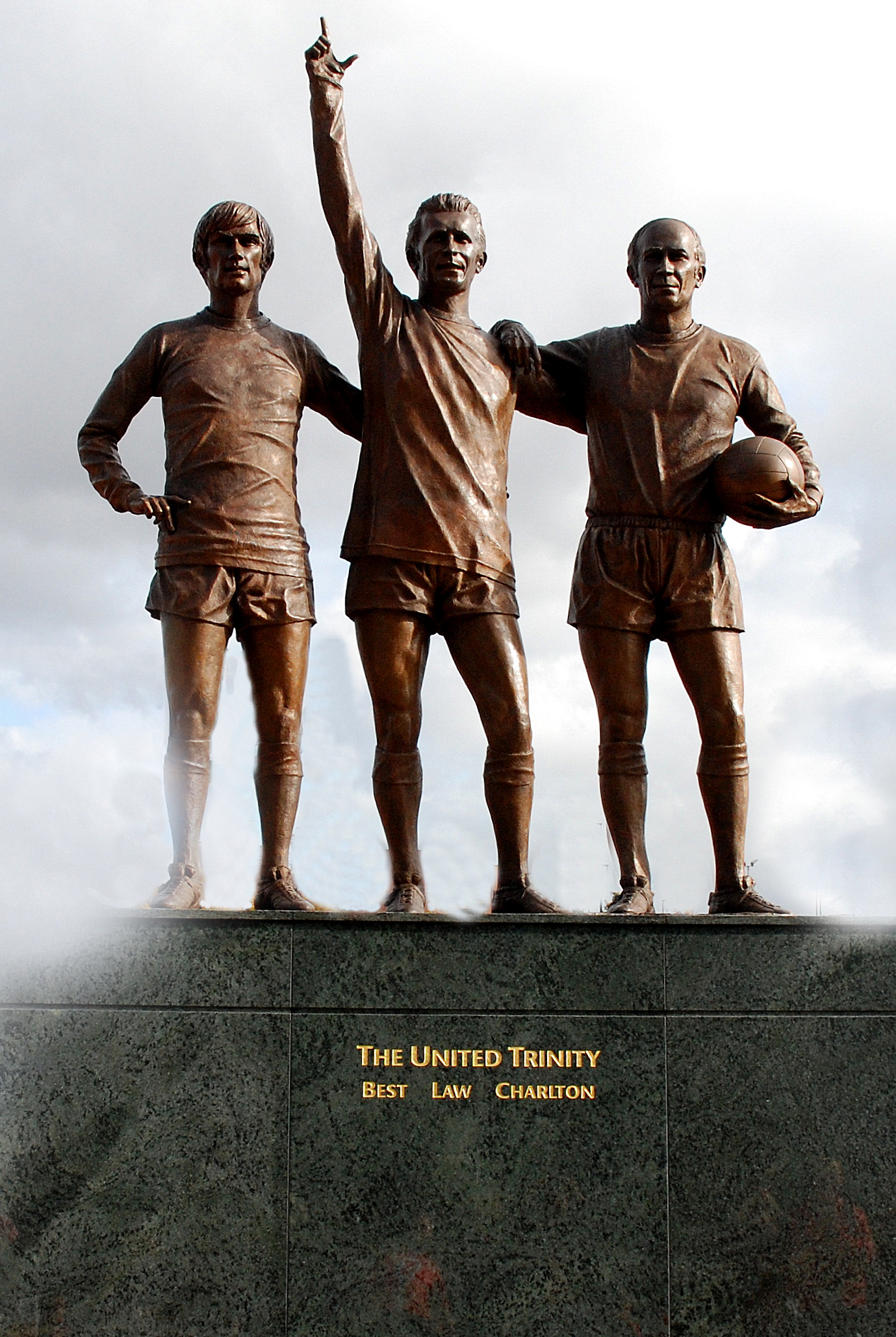
Estátua no exterior de Old Trafford representando a United Trinity: Best, Law e Charlton

No futebol, o United Trinity ou Holy Trinity refere-se ao trio do Manchester United formado por George Best, Denis Law e Sir Bobby Charlton, que ajudou o United a tornar-se a primeira equipa inglesa de sempre a conquistar a Taça dos Campeões Europeus, em 1968.
Charlton fazia parte dos Busby Babes, um grupo de jovens jogadores talentosos formados na academia do clube pelo treinador Matt Busby e pelo seu assistente Jimmy Murphy, bem como pelo olheiro do clube Joe Armstrong, que descobriu Charlton em 1953 e Best em 1961, entre outros. Law chegou ao clube vindo da equipe italiana Torino por um valor recorde de £115.000 em 1962, tendo jogado anteriormente no Huddersfield Town e no rival Manchester City.
Charlton estreou em 6 de outubro de 1956, marcando dois gols numa vitória por 4-2 contra o Charlton Athletic. Law estreou em 18 de agosto de 1962, marcando um gol no jogo contra o West Bromwich Albion (2). Embora Best tenha estreado contra o West Bromwich Albion em 14 de setembro de 1963, apenas no jogo do segundo turno contra o mesmo West Bromwich Albion, em 18 de janeiro de 1964, é que os três jogadores se juntaram na mesma equipe titular; uma vitória por 4-1 em que os três marcaram gols, dois dos quais por Law.
Ao longo da década de 1960, os três foram eleitos os vencedores da Bola de Ouro, o troféu atribuído ao melhor jogador do mundo. Law ganhou em 1964, Charlton em 1966 e Best em 1968. Desde então, apenas Cristiano Ronaldo ganhou o prêmio enquanto jogava pelo United, vencendo em 2008. Em conjunto, os jogadores marcaram 665 gols em 1633 jogos. O treinador Bill Shankly contou como uma vez preparou psicologicamente a sua equipe do Liverpool antes de um jogo contra o United: "Tirei os modelos de Bobby Charlton, Denis Law e George Best do campo de modelos e coloquei-os no meu bolso esquerdo. Depois disse aos nossos jogadores: 'Não se preocupem com eles, não podem jogar de todo'. Era psicologia, claro. Charlton, Best e Law eram três dos melhores jogadores do mundo".

Desde logo, notou-se uma grande química entre eles. Os grandes jogadores sabem como jogar juntos. Por mais difícil que fosse o jogo, sabia-se sempre que o Bobby poderia fazer um dos seus gols sabe-se lá de onde, que o Denis faria algo do nada dentro da área ou que o George faria algo mágico.

— Paddy Crerand.
Best morreu a 25 de novembro de 2005, tendo Law e Charlton sido os últimos a visitá-lo no hospital. Um ano mais tarde, foi anunciado que seria erigida uma estátua do trio no exterior de Old Trafford, que acabou sendo inaugurada em 2008.
Nos anos seguintes, vários triunviratos foram apelidados de "nova Trindade", incluindo Ryan Giggs-Paul Scholes-Gary Neville, que jogaram juntos na equipe principal entre 1992 e 2011, e Cristiano Ronaldo-Wayne Rooney-Carlos Tevez, que jogaram juntos no United quando a equipe ganhou a Premier League e chegou à final da UEFA Champions League em 2008 e 2009.
A estátua da Trindade foi incluída no design da terceira camisa do Manchester United de 2017–18.
Charlton morreu em 21 de outubro de 2023. Law morreu em 17 de janeiro de 2025.